# Маммоне, Роберт
Роберт Маммоне (англ. Robert Mammone; род. в 1971 году в Аделаиде, Австралия) — австралийский актёр. Известен такими ролями, как Чарли Бланка в экранизации видеоигры «Уличный боец» (1994) и по главной отрицательной роли в боевике «Приговорённые» (2007).

## Биография
Роберт Маммоне родился в 1971 году в Аделаиде в Южной Австралии.
В 1994 году Маммоне досталась первая заметная роль — Бланка в фильме «Уличный боец». 
В 2008 году сыграл роль реально существовавшего австралийского наркобарона Тони Мокбела в сериале «Криминальная Австралия». Уже в следующем, 2009 году, актёр получил свою самую крупную роль на телевидении: в популярной австралийской мыльной опере «Дома и в пути» он исполнил роль Сида Уокера, патриарха семьи Уокеров и врача В мае 2013 года Маммоне покинул проект из-за творческих разногласий.

## Фильмография
| Год       |    | Русское название                                 | Оригинальное название          | Роль                             |
| --------- | -- | ------------------------------------------------ | ------------------------------ | -------------------------------- |
| 1993      | с  | Следы во времени                                 | Time Trax                      | Зак Эллиот                       |
| 1993      | тф | Официальное отрицание                            | Official Denial                | Майкл Новадо                     |
| 1994      | ф  | Уличный боец                                     | Street Fighter                 | Карлос «Чарли» Бланка            |
| 1997      | ф  | Небеса в огне                                    | Heaven's Burning               | Махуд                            |
| 2000      | ф  | Вертикальный предел                              | Vertical Limit                 | Брайан Маки                      |
| 2001      | с  | Сыщики в седле                                   | Outriders                      | Фенек                            |
| 2002      | с  | Затерянный мир                                   | The Lost World                 | профессор Кэмпбелл               |
| 2002      | с  | Повелитель зверей                                | BeastMaster                    | Арнат                            |
| 2003      | ф  | Матрица: Перезагрузка                            | The Matrix Reloaded            | АК (Э-Кей)                       |
| 2003      | ки | —                                                | Enter the Matrix               | АК (Э-Кей)                       |
| 2003      | ф  | Матрица: Революция                               | The Matrix Revolutions         | АК (Э-Кей)                       |
| 2004      | тф | Участь Салема                                    | Salem’s Lot                    | доктор Джеймс (Джимми) Коди      |
| 2005      | ф  | Леший                                            | Man-Thing                      | Майк Плуг                        |
| 2005      | ф  | Великий рейд                                     | The Great Raid                 | капитан Фишер                    |
| 2006      | с  | Ночные кошмары и фантастические видения          | Nightmares and Dreamscapes     | Джаггер / доктор Питер Дженнингс |
| 2007      | ф  | Приговорённые                                    | The Condemned                  | Йен Брекель                      |
| 2008      | с  | Криминальная Австралия                           | Underbelly                     | Тони Мокбел                      |
| 2009      | с  | Соседи                                           | Neighbours                     | Фил Эндрюс                       |
| 2009—2013 | с  | Дома и в пути                                    | Home and Away                  | Сид Уокер                        |
| 2011      | ф  | Последний дракон: В поисках магической жемчужины | The Dragon Pearl               | Филипп Дюк                       |
| 2013      | ф  | Таинственный путь                                | Mystery Road                   | констебль Робертс                |
| 2014      | ф  | Искатель воды                                    | The Water Diviner              | полковник Демергелис             |
| 2015      | с  | Леди-детектив мисс Фрайни Фишер                  | Miss Fisher's Murder Mysteries | Гвидо Лупиначчи                  |
| 2019—2020 | с  | Расплата                                         | Reckoning                      | шеф-полиции Рэнди Соса           |
| 2024      | с  | Багровое озеро                                   | Troppo                         | Макс                             |